# Heinrich Triest
Heinrich Wilhelm Triest (* 20. Januar 1811 in Stettin; † 23. Dezember 1885 ebenda) war ein deutscher Kirchenmusiker und Komponist.

## Leben
Heinrich Triest war der jüngste, posthum geborene Sohn des Stettiner Pastors und Musikschriftstellers Johann Carl Friedrich Triest. Er wurde Schüler von Carl Loewe und wirkte als Organist an der St. Gertrudkirche in Stettin und städtischer Musikdirektor. Karl Adolf Lorenz war sein bedeutendster Schüler.
Triest komponierte vor allem Vokalwerke, insbesondere Chorstücke.
Sein Nachlass wird in der Książnica Pomorska verwahrt.